# Morham Parish Church

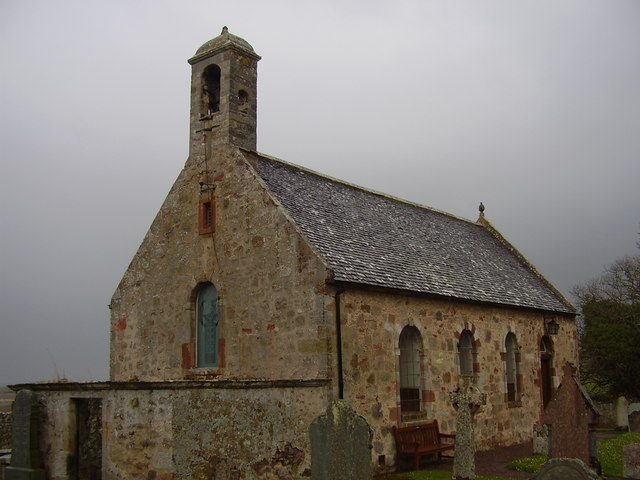
Morham Parish Church

Die Morham Parish Church ist ein Kirchengebäude in dem schottischen Weiler Morham in der Council Area East Lothian. 1971 wurde das Bauwerk in die schottischen Denkmallisten in der höchsten Kategorie A aufgenommen.

## Geschichte
Am Standort befindet sich bereits seit dem 12. Jahrhundert eine Kirche. Die ältesten Fragmente der heutigen Kirche stammen aus dem Jahre 1685, als ein Neubau seinen Vorgängerbau schluckte. Die heutige Morham Parish Church stammt aus dem Jahre 1724. Beim Bau wurden Fragmente der älteren Kirche wiederverwendet. Ein Seitenflügel, der Dalrymple Aisle, wurde um 1730 hinzugefügt. Morham ist der kleinste Parish in East Lothian. Zur Kosteneinsparung wurde daher 1837 die Zusammenlegung mit einer Nachbargemeinde diskutiert.

## Beschreibung
Die Morham Parish Church liegt an dem Bach Morham Burn. Das Bruchsteinmauerwerk des länglichen Gebäudes besteht aus rotem Sandstein. Sämtliche Rundbogenöffnungen sind mit Quadersteinen ausgemauert und mit Schlusssteinen versehen. Die südweisende Frontseite ist vier Achsen weit. Das zweiflüglige Eingangsportal an der rechten Seite schließt mit einem Kämpferfenster. Hingegen ist die Nordfassade mit Ausnahme des Drillingsfensters am abgehenden Dalrymple Aisle fensterlos ist. Am Flügel ist das Mauerwerk teilweise rustiziert. Er verfügt über ein reich ornamentiertes Eingangsportal und schließt mit einem schiefergedeckten Satteldach. An der Westseite sitzt auf dem Giebel ein kleiner Dachreiter mit Geläut auf. Er schließt mit einer geschwungenen Haube. Die 1681 gegossene Glocke trägt die Inschrift „Sir James Stansfield Donum Eius“.